# Thomas Higham
Thomas Higham (meist: Tom Higham, * 23. Februar 1966 in Cambridge, England) ist ein britischer prähistorischer Archäologe und auf dem Gebiet der Archäometrie insbesondere Experte für die Radiokarbondatierung (14C-Methode) von fossilen Knochen.  Higham ist Professor für Archäologie an der University of Oxford und stellvertretender Direktor der Oxford Radiocarbon Accelerator Unit (ORAU), die 14C-Datierungen mit Hilfe der Beschleuniger-Massenspektrometrie durchführt. Die von ihm publizierten Altersbestimmungen haben u. a. dazu geführt, dass die Erstbesiedelung Europas durch den anatomisch modernen Menschen (Homo sapiens) um mehrere tausend Jahre vordatiert wurde.

## Leben
Tom Higham ist der Sohn des britischen Archäologen und Anthropologen Charles Higham, der das Entstehen der Landwirtschaft und die frühe Staatenbildung in Südostasien erforscht hat, und der Bruder von James Higham, Professor für Geographie an der University of Otago. 1967, neun Monate nach Tom Highams Geburt, übersiedelte die Familie nach Dunedin in Neuseeland, wo Charles Higham an der University of Otago ein Institut für Archäologie aufbauen sollte und zu dessen Gründungsprofessor er 1968 berufen wurde. Schon als Jugendlicher half Tom Higham während der Sommerferien bei Ausgrabungen unter anderem am Fundplatz Ban Na Di in Thailand mit, dessen archäologische Bedeutung sein Vater 1980 erkannt hatte. Tom Higham ließ sich vom Enthusiasmus seines Vaters für das Gebiet der Archäologie anstecken, studierte selber Archäologie, folgte aber dem Rat seines Vaters, sich einem besonders zukunftsträchtigen Teilgebiet zu widmen: der Berechnung des Alters von archäologischen und paläontologischen Funden. Deswegen verfasste Tom Higham 1994 seine Doktorarbeit im Fachbereich Chemie der University of Waikato in Hamilton, speziell in deren Radiocarbon Dating Laboratory, und war dort anschließend auch als Postdoc und zuletzt als stellvertretender Leiter des Labors tätig. Im Jahr 2000 wechselte er an die University of Oxford, wo er seit 2001 an deren 14C-Labor tätig ist. Tom Higham und die Oxford Radiocarbon Accelerator Unit gelten heute international als führend auf dem Gebiet der Radiokarbonmethode. Zugleich ist er Direktor des Advanced Studies Centre am Keble College der University of Oxford.

## Forschung
Hintergrund der Forschungsinteressen von Tom Higham sind Ungenauigkeiten der von Willard Libby entwickelten Radiokarbonmethode. Diese beruht auf der Analyse des 14C/12C-Verhältnisses in organischen Proben: Jedes Lebewesen baut diese beiden Kohlenstoff-Varianten – entsprechend ihrem Anteil in der Natur – zu Lebzeiten in seinen Körper ein. Nach dem Tod zerfällt 14C mit einer Halbwertszeit von 5730 ± 40 Jahren, so dass (bei bekanntem Verhältnis zu Lebzeiten) nachvollzogen werden kann, wie alt eine organische Probe ist – je geringer der Anteil von 14C desto älter. Allerdings war das 14C/12C-Verhältnis in der Vergangenheit nicht konstant, sondern unterlag natürlichen Schwankungen, die durch Kalibrierung einbezogen werden müssen.
Zudem saugen Kollagene, die aufgrund ihres hohen Kohlenstoffgehalts besonders gut geeignete Proben für eine Datierung ergeben, „wie ein Schwamm“ 14C-Atome aus dem umgebenden Boden in sich hinein. Da nach rund 30.000 Jahren bereits 98 Prozent aller 14C-Atome zerfallen sind, kann Higham zufolge bereits eine geringe Infiltration von gegenwärtigem Kohlenstoff eine erhebliche Verfälschung der Messergebnisse zur Folge haben: „Wenn nur zwei Prozent der Kohlenstoffatome einer Probe aus der Gegenwart stammen, dann wird für einen 44.000 Jahre alten Knochen ein 14C-Alter von 33.000 Jahren berechnet.“ Da dieser Fehler bei früheren Datierungen nicht bekannt war, gelten zahlreiche Alterszuschreibungen für späte Neandertaler und frühe Cro-Magnon-Menschen – die Erstbesiedler des anatomisch modernen Menschen (Homo sapiens) Europas – als vermutlich fehlerhaft. Das von Tom Higham in einem Artikel der Fachzeitschrift Nature erwähnte, voranstehende Beispiel bezog sich auf das Fossil KC 4 aus Kents Cavern, einen 1927 entdeckten, teilweise erhalten gebliebenen Oberkiefer eines Cro-Magnon-Menschen, dem 1989 ein Alter von 30.900  ±  900 Jahren BP zugeschrieben worden war. 2011 wurde für den Oberkiefer in Highams Labor hingegen ein Alter von 44.200 bis 41.500 cal BP berechnet, was den Fund zu einem der frühesten Belege für die Anwesenheit des Homo sapiens in Europa macht.
Aufsehen erregte in Fachkreisen auch die Korrektur des Alters der sogenannten Red Lady of Paviland aus Wales, des weltweit ersten Fossils eines Individuums der Gattung Homo und der Hominini, das von einem Wissenschaftler in einer Publikation (1823) beschrieben worden war. 1968 war mit Hilfe der Radiokarbonmethode ein Alter von 22.000 Jahren ermittelt worden, was zu belegen schien, dass Wales auch während einer der kältesten Phasen der Weichsel-Kaltzeit besiedelt war. 2008 ergab eine Studie Highams hingegen ein Alter von 33.000 Jahren und somit eine Datierung in die Denekamp-Warmperiode der Weichsel-Kaltzeit.
Ein weiteres Beispiel für korrigierte Datierungen sind die Neandertaler-Funde aus der El-Sidron-Höhle in Spanien. Wiederholte 14C-Messungen hatten widersprüchliche Datierungen erbracht, die eine Spanne zwischen 10.000 und 50.000 BP zur Folge hatten. Per Elektronenspinresonanz berechnete Daten legten ein Alter von 45.000 bis 39.000 Jahren nahe. Eine Studie des Oxford-Labors ergab auch hier ein Alter an der Obergrenze früherer Datierungen von 48.400 ± 3.200 BP.
Für 40 Neandertaler-Fundorte aus ganz Europa ermittelte eine Forschergruppe um Tom Higham zudem die Zeitspannen der letzten Nachweise ihrer Anwesenheit in den betreffenden Regionen zwischen Russland und Spanien. Die Untersuchungen kamen zu dem Ergebnis, dass die Epoche der Neandertaler in Europa – das Moustérien – mit 95,4 % Wahrscheinlichkeit in der Zeit zwischen 41.030 und 39.260 Jahren (cal BP) zu Ende ging. Auch die ebenfalls mit den Neandertalern in Verbindung gebrachte Kultur des Châtelperronien endete demnach vor rund 40.000 Jahren. Aus diesen Daten und den vorliegenden Datierungen für frühe Cro-Magnon-Menschen ergab sich, dass diese und die Neandertaler nur während 2600 bis 5400 Jahren gemeinsam in Europa lebten.
Die ersten wissenschaftlichen Studien von Tom Higham hatten sich dem Zeitpunkt der Erstbesiedelung von Neuseeland gewidmet.

## Ehrungen
Thomas Higham ist seit 2018 fellow der Royal Society of New Zealand.